# Mărtinești, Vrancea
Mărtinești este un sat în comuna Tătăranu din județul Vrancea, Muntenia, România.
 Acest articol despre o localitate din județul Vrancea este deocamdată un ciot. Puteți ajuta Wikipedia prin completarea lui.